# Puliciphora trisclerita
Puliciphora trisclerita är en tvåvingeart som beskrevs av Senior-white 1924. Puliciphora trisclerita ingår i släktet Puliciphora och familjen puckelflugor.
Artens utbredningsområde är Sri Lanka. Inga underarter finns listade i Catalogue of Life.